# Robert Ouédraogo
Pour les articles homonymes, voir Ouedraogo.
 (mai 2016).
Si vous disposez d'ouvrages ou d'articles de référence ou si vous connaissez des sites web de qualité traitant du thème abordé ici, merci de compléter l'article en donnant les références utiles à sa vérifiabilité et en les liant à la section « Notes et références ».
 (mai 2016).
- Si vous ne connaissez pas le sujet, laissez ce bandeau (vous pouvez alors contacter les auteurs).
- Si vous supprimez le contenu mis en cause (vous pouvez préalablement contacter les auteurs),

argumentez précisément cette suppression dans la page de discussion
(un manque de référence n'est pas un argument ; une recherche réelle de référence doit avoir été effectuée, être formellement documentée).
Robert Ouédraogo, né le 5 juin 1922 et mort le 2 février 2002 à Pabré, est un prêtre et musicien burkinabé.

## Biographie
Issu de la grande famille du Baloum Naaba Tanga de Bilbalogo dont il était le neveu, il a été ordonné prêtre le 17 avril 1948.
Sa chorale Naaba Sanom, créée en 1975, fut l'une des plus respectées d'Afrique.[réf. nécessaire]
Il a été sacré Artiste du peuple avec ses premiers prix à la Semaine nationale de la culture en 1990, la Grande médaille de l'ordre national[réf. nécessaire]. Dans ce domaine, il a inspiré de nombreux groupes de chorale. Déjà en 1956 en introduisant pour la première fois les tambours dans une église (la cathédrale Sainte-Jeanne-d’Arc de Katiola), il venait de marquer une révolution avec La messe des savanes.
L'abbé Robert est considéré comme un pionnier de l'africanisation de la liturgie[réf. nécessaire]. Ce souci de l'inculturation le conduira à divers travaux théoriques et pratiques en musique parmi lesquels Traité sur la musique mossi présenté au Congrès international de la musique religieuse à Cologne (Allemagne) en juin 1961. Communicateur, il a animé des émissions à la Radiodiffusion nationale et à la télévision. Il a également donné des cours au petit séminaire de Pabré.
La fière Volta de nos aïeux, l'hymne national de la Haute-volta (Burkina Faso actuel) est l'œuvre de l'Abbé Robert Ouédraogo. 
Il est décédé le samedi 2 février 2002 et repose depuis au petit séminaire de Pabre.